# Kokett
En kokett är en person, i synnerhet en kvinna, som genom ett utstuderat erotiskt eggande uppträdande och elegant, raffinerad klädsel strävar efter att bli uppmärksammad, beundrad och att behaga (i synnerhet personer av motsatt kön). Begreppet användes under 1700-talet som ett nedsättande ord för en person som uppträdde erotiskt, var erotiskt lättsinnig och lösaktig. Ordet kunde även beskriva hur denna var i sinne, känsla och dylikt.
Ordet kokett är taget av franskans coquet, -te. Ordet kan på franska beskrivas som ungefär "liten tupp", och är en metafor för hur en ungtupp beter sig inför en flock med hönor. Ordet tillkom i svenskan under 1700-talet då det svenska språket var starkt influerat av det franska.